# 劉顕 (後趙)
劉 顕（りゅう けん、生年不詳 - 352年）は、五胡十六国時代後趙の人物。実質的に後趙を滅ぼした人物である。

## 経歴
後趙に仕え、石祗麾下の将軍であったという。
永興2年（351年）3月、石祗の命により、7万の兵を率いて魏帝を称していた冉閔討伐に向けて出兵し、鄴から23里の距離にある明光宮に駐屯した。冉閔は全軍をもってこれを迎え撃ち、劉顕は大敗を喫して軍を退却させた。だが、冉閔により陽平まで追撃を受け、3万の兵を失った。劉顕は冉閔を大いに恐れ、密かに降伏の使者を派遣すると、石祗を殺害する代わりに助命を申し出た。冉閔はこれに応じ、追撃を中止して引き返した。
4月、帰還した劉顕は石祗を始め、丞相楽安王石炳、太宰趙庶ら10人余りを殺害して襄国を制圧すると、その首級を鄴へ送った。同時に人質も差し出してその命を請うと、冉閔はこれに喜び、劉顕を上大将軍・大単于・冀州牧に任じた。
7月、劉顕は自立を目論んで冉閔から離反し、再び兵を率いて鄴を攻撃した。だが、またも冉閔に敗北してしまい、襄国へ逃げ戻った。この後、劉顕は自立を宣言し、皇帝を自称した。
永興3年（352年）1月、魏の支配下にあった常山に侵攻した。常山郡太守蘇彦が冉閔に援軍を要請すると、冉閔が自ら8千の騎兵を率いて救援に到来した。劉顕配下の大司馬清河王劉寧は寝返って棗強ごと冉閔に降伏し、冉閔はその兵を統合して劉顕に攻撃を掛け、劉顕は大敗を喫した。劉顕は軍を退却させたが、襄国まで追撃を受けた。さらに、襄国を守備していた大将軍曹伏駒もまた冉閔に寝返り、城門を開いて冉閔軍を引き入れた。これにより冉閔は何の抵抗も受けずに襄国に入城し、劉顕は公卿以下100人余りと共に処刑された。